# Зелёная Слобода (Московская область)
Зелёная Слобода — село в Раменском районе Московской области, входит в Чулковское сельское поселение, расположено на правом берегу реки Пахры, недалеко от места её впадения в реку Москву. Население — 91 чел. (2010).
Первые письменные упоминания о селе относятся к первой половине XVII века. В 1646 году в селе насчитывалось 46 дворов. Во второй половине XVII века по указу патриарха Никона в селе была построена бумажная фабрика.

## Население
| 1926 | 2002 | 2010 |
| ---- | ---- | ---- |
| 427  | ↘74  | ↗91  |

По данным Всероссийской переписи 2010 года численность постоянного населения составила 91 человек (42 мужчины, 49 женщин).

## Известные уроженцы
- Георгий Иванович Знаменский (1903—1946) — советский легкоатлет, стайер, победитель и призёр чемпионатов СССР;
- Серафим Иванович Знаменский (1906—1942) — советский легкоатлет, стайер, победитель и призёр чемпионатов СССР;
- Николай Вячеславович Новожилов (1918—1993) — Герой Советского Союза, полковник.
- Рыжов, Иван Петрович (1913—2004) - Народный артист РСФСР, актёр театра и кино.